# NGC 2788
NGC 2788 je galaksija u zviježđu Kobilici.

## Vanjske poveznice
- SEDS: NGC 2788